# Callichroma onorei
Callichroma onorei är en skalbaggsart som beskrevs av Giesbert 1998. Callichroma onorei ingår i släktet Callichroma och familjen långhorningar. Inga underarter finns listade.